# 한국문화예술회관연합회
한국문화예술회관연합회(韓國文化藝術會館聯合會, Korean Cultural & Arts Centers Association는 전국적인 지방문예회관의 네트워킹을 통하여 지방문예회관 운영의 전문화, 효율화를 기하고 문화예술시장을 전국적인 규모로 확대시키며 회원기관의 공동의 이익을 도모함으로써 지방문화예술 발전에 이바지하기 위하여 1996년 3월 18일 설립된 문화체육관광부 유관기관이다. 사무실은 서울특별시 서초구 남부순환로 2406 예술의 전당 내 오페라하우스 4층에 위치하고 있다.

## 설립 근거
- 문화예술진흥법 제38조[1]

## 연혁
- 1995년 11월 8일: 창립총회(예술의전당 등 23개 회원사)
- 1996년 3월 18일: 사단법인 설립허가(문화체육관광부)
- 2003년 10월 24일: 무대예술센터 건립(경기도 여주)
- 2010년 5월 13일: 사단법인 한국문화예술회관연합회로 개칭 / 상근부회장 직제신설
- 2011년 3월 18일: 한국문화예술회관연합회 지회 설치(7개 지회)
- 2012년 8월 18일: 한국문화예술회관연합회 법정법인화

## 주요기능 및 역할
- 문화예술회관 상호간의 협력 증진 지원
- 문화예술회관 종사자의 자질 향상을 위한 교육 및 연수
- 문화예술회관 진흥을 위한 조사․연구 및 홍보
- 문화예술회관의 운영 활성화를 위한 자문 및 지원
- 문화예술회관 관련 국내외 교류
- 문화예술회관을 활용한 소외계층 대상 공연 활동 지원 등 국가, 지방자치단체, 공공기관 등으로부터 위탁 받은 사업
- 그 밖에 문화예술회관 육성을 위하여 필요한 사업

## 조직

### 총회
- 이사회
- 감사

#### 한국문화예술회관연합회장
- 직능별위원회

##### 사무처장
- 운영위원회
- 경영기획부
- 문예지원부
- 예술진흥부
- 무대예술센터